# Mesopronotum
Mesopronotum (l. mn. mesopronota) – element szkieletu muchówek, wchodzący w skład grzbietowej części tułowia.
Mesopronotum powstaje u muchówek w wyniku podziału przedplecza. Jest drugą płytką grzbietową przedtułowia, położoną między antepronotum a postpronotum.